# Jean Suquet
Pour les articles homonymes, voir Suquet.
Jean Suquet (né à Cahors, Lot, le 22 juin 1928 - mort le 1er novembre 2007 à Cassis) est un écrivain, poète et photographe français. Il est un des spécialistes de Marcel Duchamp.

## Biographie
En 1948, inscrit à Paris pour étudier la médecine, Jean Suquet y rencontre le groupe surréaliste auquel il adhère. Il est ainsi du nombre de ceux qui signent, en février 1949, la « Lettre des Surréalistes à Garry Davis ». 
Il s'inscrit dans le projet des Citoyens du Monde et des organisateurs, avec André Breton, de la manifestation Cahors Mundi les 24 et 25 juin 1950.
André Breton, puis Marcel Duchamp furent décisifs dans sa formation.
Un jour du printemps 1949, André Breton, soupçonnant une parenté entre la pensée de Jean Suquet et celle de Marcel Duchamp, lui suggère d'écrire un livre sur l'œuvre de l'artiste. Il lui fait rencontrer Mary Reynolds et Jacques Villon, frère de Marcel Duchamp.
Au début des années 1960, il réalise un travail photographique sur les lettres que tracent dans le ciel les avions publicitaires. Il utilise pour cela un Leica M3 et des émulsions rapides(Kodak Tri-X ou Ilford HPS).

## Marcel Duchamp
Dans sa première lettre à Duchamp (Paris, 15 juillet 1949 ), Suquet écrit : « Si je dois écrire sur vous et votre œuvre, ce ne sera pas en critique mais en poète. » Duchamp lui répond, de New York, le 9 août : « Suis tout à fait d'accord pour votre projet. Et comme vous le dites, 'en poète' est la seule façon de dire quelque chose. »
Parallèlement à une lettre du 12 décembre, Suquet lui envoie quelque quarante pages. Duchamp répond tout de suite (25 décembre 1949). Cela se termine sur rien de moins que : « Après tout, je vous dois la fière chandelle d'avoir mis à nu ma mise à nu... […] Vous savez sans doute que vous êtes le seul au monde à avoir reconstitué la gestation du verre dans ses détails, avec même les nombreuses intentions jamais exécutées. »
Les premiers travaux duchampiens de Suquet (1949-1956) ne seront cependant pas publiés à l'époque, sauf « Le Signe du Cancer », dans La Nef, Paris, n° spécial « Almanach Surréaliste du demi-siècle », en mars 1950. 
Dans les années 1950 Jean Suquet devient photographe.  En 1963, il obtient le prix Niépce, les membres du jury sont Jacques-Henri Lartigue et Henri Cartier-Bresson que Jean Suquet estime pour ce quart d'heure de gloire, ce qui ne l'empêchera point de jeter sa médaille dans la Seine avant de rentrer chez lui.
En 2002, il brûle la majorité de sa production, soit 35 000 clichés et négatifs ne conservant qu'une centaine de photographies qui lui semblent dignes du « regardeur » : dont son œuvre majeure, « Pierre Vive ». Cet ensemble constitua l'essentiel de l'exposition du musée-bibliothèque Pierre-André-Benoit à Alès en 2006.

## Prix et récompenses
- 1963 Prix Niépce.

## Collections
- Bibliothèque nationale de France, fonds du Cabinet des estampes

## Expositions
- 1957  Palais des Beaux Arts de Bruxelles, Belgique.
- 2002 Galerie Philippe Pannetier, Nîmes, France.
- 2006

Le goût des sciences, Rouen, France.
Musée Pierre-André-Benoit, Alès, France.
- 2007 Bibliothèque nationale de France, Paris, France.
- 2009 Galerie Philippe Pannetier, Nîmes, France.

## Publications
- Miroir de la Mariée, Paris, Flammarion, coll. « Textes », 1974.
- Le Guéridon et la virgule, Paris, Christian Bourgois, 1976.
- Le Grand Verre rêvé, Paris, Aubier, 1991.
- Le Grand Verre : visite guidée, Caen et Paris, L'Échoppe, 1992.
- Regarder l'heure. Sur le ciel de Marcel Duchamp, Caen et Paris, L'Échoppe, 1992.
- In vivo, in vitro, Paris, L'Échoppe, 1994.
- Oubli sablier intarissable, Édition Liard, 1996.
- Marcel Duchamp, Deux interviews new-yorkaises, septembre 1915, préface Jean Suquet, Paris L'Échoppe, 1996.
- Marcel Duchamp ou l'Éblouissement de l'éclaboussure, Paris, Éd. L'Harmattan, coll. « L'art en bref », 1998.
- L’Epanouissement ABC/Poème de M. Duchamp, Paris, L'Echoppe, 2001.
- Marcel Duchamp de retour en Amérique répond à Laurie Eglington (1933), présentation Jean Suquet et Patrice Cotensin, Paris, L'Échoppe, 2004.
- Pierre vive, Édition Le Bleu du ciel, 2006.
- Boîte à oui, coéditions Musée Pierre-André-Benoit, Frac Languedoc-Roussillon, Nîmes, Galerie Philippe Pannetier, 2006.
- Féer, suivi de cinq lettres à Patrice Cotensin, in Des pays habitables n° 6, octobre 2022.